# Ремортель, Эдуар ван
Эдуар ван Ремортель (фр. Edouard van Remoortel; 30 мая 1926, Брюссель — 16 мая 1977, Париж) — бельгийский дирижёр.
Окончил Брюссельскую консерваторию как виолончелист и дирижёр. Начиная с 1951 г. работал с Национальным оркестром Бельгии, а в 1958 г. получил первое самостоятельное назначение, став главным дирижёром Сент-Луисского симфонического оркестра. Несмотря на первоначальный энтузиазм относительно американской академической музыки («американцы просто не понимают, что у них есть: Бернстайн, Шипперс, Менотти!»), отношения молодого дирижёра с коллективом складывались чем дальше, тем хуже; он мало выступал с подведомственным ему коллективом, зато нередко руководил концертами непрофессионального Сент-Луисского филармонического оркестра, который пресса называла «лучшим любительским оркестром в мире». В 1962 г. Ремортель оставил свой пост и вернулся в Европу. В дальнейшем он не руководил оркестрами, однако оставил немало записей, преимущественно с Венским симфоническим оркестром.